# 성룡의 미라클
《성룡의 미라클》(광둥어: 奇蹟: Mr Canton And Lady Rose, Miracle)은 홍콩에서 제작된 성룡 감독의 1989년 액션, 드라마 영화이다. 성룡 등이 주연으로 출연하였고 하관창 등이 제작에 참여하였다.

## 출연

### 주연
- 성룡

### 조연
- 매염방
- 글로리아 입
- 원표
- 귀아뢰
- 주문건
- 적위
- 엽덕한
- 오요한
- 용방
- 여방
- 양보정
- 누남광
- 나열
- 전풍
- 동표
- 예진
- 예광
- 우마
- 커쥔슝
- 초원
- 선웨이
- 여량위
- 노혜광
- 가사봉
- 간혜진
- 강흔연
- 관수미
- 나란
- 능한
- 대지위
- 미기
- 방강
- 백인
- 상관옥
- 서광림
- 설지륜
- 소지위
- 양사호
- 여강권
- 여소전
- 엽신
- 엽자미
- 엽하리
- 왕옥환
- 왕위
- 유조명
- 윤발
- 리젠성
- 이문태
- 이준걸
- 이패령
- 리하이성
- 임달화
- 임민총
- 잠건훈
- 장오랑
- 장학우
- 장화
- 전청
- 정단서
- 정인
- 종진도
- 주강
- 주두
- 주비리
- 주윤견
- 주철화
- 증근영
- 진경
- 진백상
- 천다광
- 진세등
- 진우
- 진적극
- 차보라
- 채일걸
- 채일지
- 태보
- 태산
- 풍극안
- 허관영
- 후펑
- 화성
- 황진선
- 황수당
- 황신
- 황점
- 위평오

## KBS 성우진 (1995년 11월 18일)
- 장세준 - 곽진화(성룡)
- 이현선 - 양노명(매염방)
- 장승길 - 방숙(쩡장)
- 황원 - 동대천(동표)
- 김계원
- 김정희
- 문영래
- 조동희
- 유동현
- 강은영
- 문관일
- 김은아

## 기타
- 출품인: 추문회
- 미술: 마판차오
- 무술감독: 성룡
- 제편: 황조의
- 무술감독: 성가반